# Малеев, Юрий Иванович
Юрий Иванович Малеев (бел. Юрый Іванавіч Малееў; род. 20 марта 1968, Быхов, Могилёвская область) — белорусский футболист и тренер. С 2019 года — главный тренер женской сборной Беларуси по футболу.

## Клубная карьера
В советское время играл за «Динамо» Минск, «Динамо» Брест и могилёвский «Днепр», после выступал в Польше. В 1995 вернулся в Беларусь, выступал за клуб Атака-Аура (1995—июнь 1996). В 1996 в составе мозырьского МПКЦ стал чемпионом Беларуси, по результатам сезона 1996 года признан одним из 11 лучших. С 2001 играл за жодинское «Торпедо», в составе которого закончил карьеру в 2003.

## Карьера за сборную
Дебют за национальную сборную Беларуси состоялся 12 ноября 1995 в матче квалификации на ЧЕ 1996 против сборной Мальты (2:0). Всего за сборную Малеев провёл 9 матчей.

## Тренерская карьера
В 2003 начал тренерскую карьеру в жодинском «Торпедо». Сначала был играющим тренером, а с 2004 по середину 2006 — главным тренером «автозаводцев». Во второй половине 2006 возглавлял минский «Локомотив», позже — юношескую сборную Беларуси (1993 года рождения).
В марте 2010 назначен главным тренером мозырьской «Славии». Привел клуб к победе в первой лиге 2011 и вернул в Высшую лигу, где команда под его руководством не смогла закрепиться: в сезоне 2012 предпоследнее место, а в 2013 последнее и снова вылет в Первую лигу.
В январе 2014, после вылета «Славии», перешёл в «Минск» на должность старшего тренера. Остался в тренерском штабе и после увольнения летом 2014 Андрея Скоробогатько и назначения главным тренером Андрея Пышника. В январе 2016 года, после того как команду возглавил Георгий Кондратьев, Малеев перешёл на должность главного тренера женской команды. За время его работы в команде, Минск завоевал три титула чемпиона, три Кубка и два Суперкубка. 13 января 2019 года Малеев покинул клуб по истечении срока контракта. 3 мая появилось сообщение, что Малеев станет главным тренером женской сборной Беларуси. В 2020 году также возглавил клуб «Динамо-БДУФК», который в первом же сезоне стал чемпионом Беларуси.
Имеет тренерскую лицензию категории «Pro».

## Достижения

### Как игрок
- Чемпион Беларуси: 1996
- Победитель первой лиги Беларуси: 2001

### Как тренер
- Победитель первой лиги Беларуси: 2011
- Чемпион Беларуси (жен.) (2): 2020, 2021